# ŠK JOLY Lysá nad Labem
ŠK JOLY Lysá nad Labem je český šachový klub se sídlem v Lysé nad Labem. V roce 2021 ŠK JOLY Lysá nad Labem oslavil 100. výročí svého vzniku. Od roku 2010, kdy postoupil do Šachové extraligy, patří mezi nejlepší české kluby, když vyhrál jeden bronz, čtyřikrát stříbro a v sezoně 2018/2019 dokonce zlato. Od sezóny 2017/2018 se klub soustředí na rozvoj mládeže s perspektivou udržení a rozvoje šachové hry pro následující období. K 1. 1. 2023 má ŠK JOLY Lysá nad Labem  124 aktivních hráčů.

## Historie
Po dobu působení v Extralize klub vystupuje pod jménem generálního partnera Výstaviště Lysá nad Labem. Od sezóny 2015/2016 do sezóny 2017/2018 působil v Extralize i B-tým Lysé nad Labem pod jménem ŠK města Lysá nad Labem.

## Přehled výsledků

### Česká šachová extraliga

#### A – tým
| Soutěž          | Sezóna  | Poř | P/S    | Z  | V  | R | P | BZ | BP   | VP |
| --------------- | ------- | --- | ------ | -- | -- | - | - | -- | ---- | -- |
| 2. liga C       | 2003/04 | 4.  |        | 11 | 6  | 1 | 4 | 13 | 48,0 | 37 |
| 2. liga C       | 2004/05 | 2.  | postup | 11 | 7  | 2 | 2 | 16 | 50,5 | 35 |
| 1. liga - západ | 2005/06 | 11. | sestup | 11 | 1  | 2 | 8 | 5  | 34,0 | 12 |
| 2. liga C       | 2006/07 | 2.  |        | 11 | 9  | 1 | 1 | 28 | 61,0 | 50 |
| 2. liga C       | 2007/08 | 1.  | postup | 11 | 10 | 0 | 1 | 30 | 58,5 | 44 |
| 1. liga - západ | 2008/09 | 10. | [ 2 ]  | 11 | 4  | 2 | 5 | 14 | 40,0 | 26 |
| 1. liga - západ | 2009/10 | 1.  | postup | 11 | 9  | 2 | 0 | 29 | 55,0 | 40 |
| Extraliga       | 2010/11 | 7.  |        | 11 | 3  | 4 | 4 | 13 | 46,0 | 25 |
| Extraliga       | 2011/12 | 4.  |        | 11 | 5  | 4 | 2 | 19 | 47,5 | 21 |
| Extraliga       | 2012/13 | 4.  |        | 11 | 5  | 3 | 3 | 18 | 45,0 | 22 |
| Extraliga       | 2013/14 | 4.  |        | 11 | 6  | 2 | 3 | 20 | 52,5 | 28 |
| Extraliga       | 2014/15 | 3.  |        | 11 | 7  | 1 | 3 | 22 | 50,5 | 23 |
| Extraliga       | 2015/16 | 2.  |        | 11 | 7  | 1 | 3 | 22 | 47,0 | 25 |
| Extraliga       | 2016/17 | 2.  |        | 11 | 10 | 0 | 1 | 30 | 65,5 | 46 |
| Extraliga       | 2017/18 | 2.  |        | 11 | 7  | 1 | 3 | 22 | 53,5 | 28 |

#### B – tým
| Soutěž           | Sezóna  | Poř | P/S    | Z  | V  | R | P  | BZ | BP   | VP |
| ---------------- | ------- | --- | ------ | -- | -- | - | -- | -- | ---- | -- |
| Krajský přebor A | 2004/05 | 4.  |        | 11 | 5  | 2 | 4  | 12 | 49,0 | 37 |
| Krajský přebor A | 2005/06 | 4.  |        | 11 | 7  | 1 | 3  | 22 | 46,5 | 34 |
| Krajský přebor A | 2005/06 | 1.  | postup | 11 | 10 | 0 | 1  | 30 | 62,5 | 53 |
| 2. liga C        | 2007/08 | 12. | [ 3 ]  | 11 | 0  | 1 | 10 | 1  | 29,5 | 15 |
| 2. liga C        | 2008/09 | 1.  | [ 2 ]  | 11 | 9  | 1 | 1  | 28 | 60,5 | 48 |
| 2. liga C        | 2009/10 | 2.  |        | 11 | 10 | 0 | 1  | 30 | 60,5 | 43 |
| 2. liga C        | 2010/11 | 1.  | postup | 11 | 9  | 1 | 1  | 28 | 56,0 | 42 |
| 1. liga - západ  | 2011/12 | 3.  |        | 11 | 6  | 3 | 2  | 21 | 53,5 | 38 |
| 1. liga - západ  | 2012/13 | 3.  |        | 11 | 7  | 2 | 2  | 23 | 56,0 | 37 |
| 1. liga - západ  | 2013/14 | 2.  |        | 11 | 9  | 0 | 2  | 27 | 55,5 | 39 |
| 1. liga - západ  | 2014/15 | 1.  | postup | 11 | 8  | 2 | 1  | 26 | 56,0 | 38 |
| Extraliga        | 2015/16 | 10. |        | 11 | 2  | 4 | 5  | 10 | 39,5 | 19 |
| Extraliga        | 2016/17 | 8.  |        | 11 | 3  | 2 | 6  | 11 | 36   | 13 |
| Extraliga        | 2017/18 | 11. | sestup | 11 | 2  | 1 | 8  | 7  | 32,5 | 15 |

## Boj o titul v sezoně 2016/2017
Sezóna 2016/2017 přinesla obzvlášť zajímavou podívanou. Týmy Výstaviště Lysá nad Labem a 1. Novoborský ŠK vyhrávaly se svými soupeři všechny své zápasy, a tak před 10. kolem měly oba týmy stejně bodů (9 výher, 0 remíz, 0 proher). Zápas nabídl úctyhodné partie. Tým Nového Boru porazil Lysou v poměru 4,5–3,5, když o výhře rozhodla prohra českého velmistra Vlastimila Jansy s dalším českým velmistrem, Štěpánem Žilkou. Nový Bor tak opět obhájil titul.

## Hráči
Za šachový klub hráli Extraligu velmistři:
- Vlastimil Jansa,  Jan Krejčí,  Konstantin Landa,  Tomáš Likavský,  Eduard Meduna,  Vigen Mirumian,  Jevgenij Najer,  Tomáš Oral,  Tomáš Petrík,  Ruslan Ponomarjov,  Dorian Rogozenco,  Jiří Štoček,  Vasily Jemelin,  Igor Khenkin (B),  Vladimir Potkin (B),  Emil Sutovsky (B),  Jevgenij Vorobjov (B), Tamir Nabaty (od sezóny 2018/2019)

mezinárodní mistři:
- Martin Červený (B),  Ivan Hausner (A+B),  Lubomír Neckář (A+B),  Tamás Petényi (A+B),  Vojtěch Plát,  Vojtěch Plát,  Vítězslav Priehoda (A+B),  Petr Špaček,  Jan Šuráň (B),  Jakub Půlpán (A)